# Пальм, Сергей Александрович
Сергей Александрович Пальм  (1849—1915) — русский артист оперетты, режиссёр и антрепренёр.

## Биография
Родился  20 мая (1 июня) 1849 года.
Сын драматурга, петрашевцв А. И. Пальма и актрисы Ксении Григорьевны Пальм (урождённой Жаковской) (?—1892).
Дебютировал как водевильный актёр (1868). В начале 1870-х годов вступил в антрепризу Г. С. Вальяно (г. Ростов-на-Дону). В 1877 году создал собственную антрепризу, организовывал оперные, драматические и опереточные труппы, работавшие в Одессе, Николаеве, Петербурге. В 1878—1881 годах был антрепренёром итальянской оперной труппы в Тбилиси. В 1887—1891 годах труппа Пальма выступала в петербургском Малом театре, затем в Панаевском театре на Адмиралтейской набережной.
С 1910 года — режиссёр «Весёлого театра», одновременно играл в театре С. Ф. Сабурова (Пассаж).
В 1912 году Пальм прекратил регулярные выступления, участвовал в отдельных спектаклях и обозрениях-кабаре.
Умер 6 (19) сентября 1915 год. Похоронен в Санкт-Петербурге на Волковском православном кладбище на Литераторских мостках.

## Творчество
С. А. Пальм был комиком-буфф со склонностью к эксцентрике. Прославился исполнением ролей Колхаса («Прекрасная Елена» Оффенбаха) и Зупана («Цыганский барон» И. Штрауса).
Был особенно популярен в среде купцов и мещан, к запросам которых приноравливал репертуар и стиль исполнения.
Среди его ролей: Губернатор («Перикола» Оффенбаха), Лоран («Маскотта» Одрана), Шенгал («Десять невест и ни одного жениха» Зуппе), Цвак («Мартин-рудокоп» Целлера).

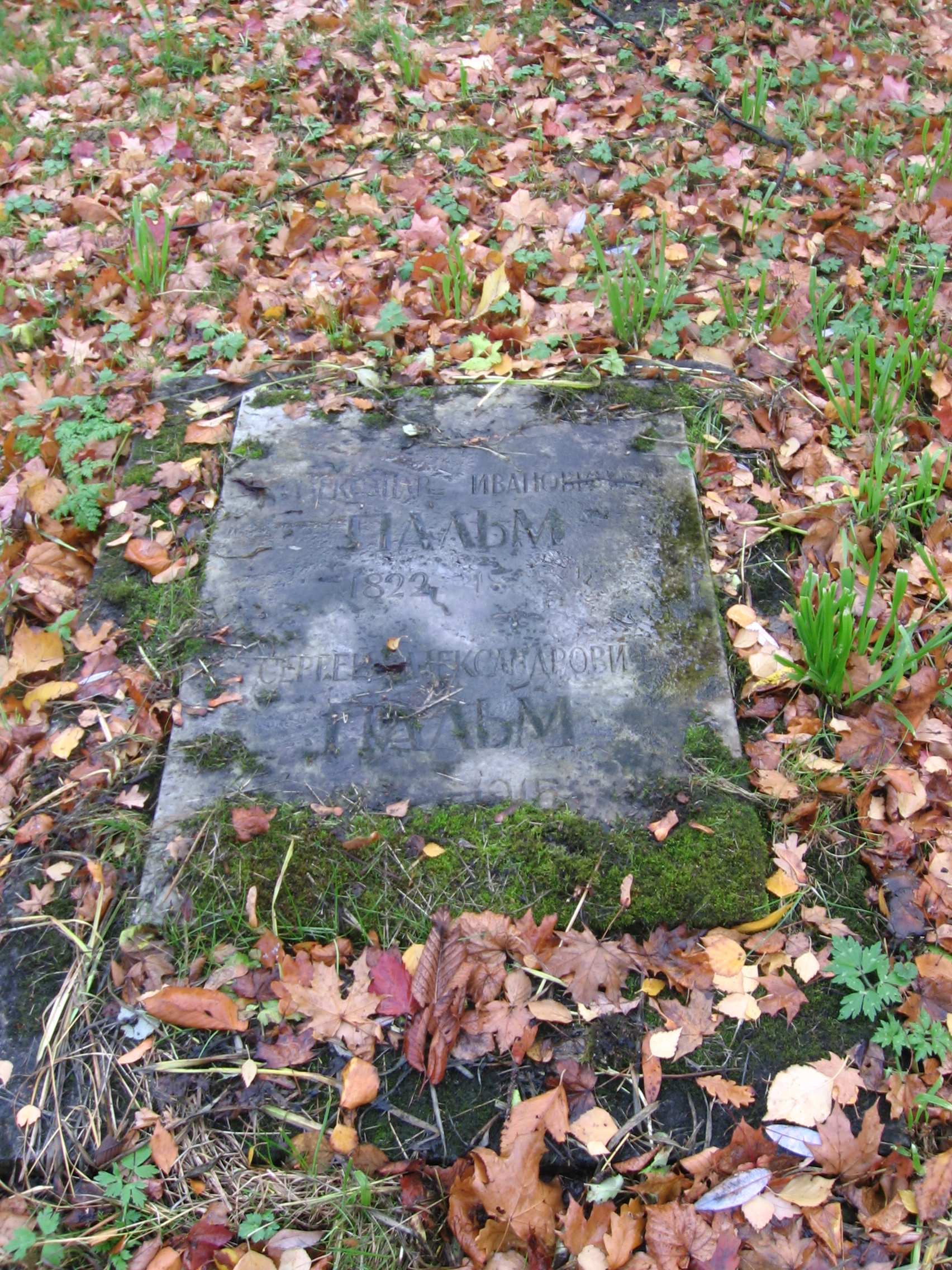
Надгробие А. И. и С. А. Пальма на Литераторских мостках